# Юргилица
Ю́ргилица (карел. Jürgil) — старинная карельская деревня в составе Ведлозерского сельского поселения Пряжинского национального района Республики Карелия.

## Общие сведения
Расположена на северном берегу озера Ведлозеро, на федеральной трассе регионального значения А121.

## Население
Численность населения в 1905 году составляла 196 человек.
| 2002 | 2009 | 2010 | 2013 |
| ---- | ---- | ---- | ---- |
| 72   | ↘71  | ↘36  | ↗37  |

## Известные уроженцы
В деревне родился Фёдор Матвеевич Яковлев (1920—1975) — строитель, Герой Социалистического Труда (1958), Почётный гражданин Петрозаводска.